# Hymenosomatoidea
Hymenosomatoidea is een superfamilie van kreeftachtigen uit de klasse van de Malacostraca (hogere kreeftachtigen).

## Familie
- Hymenosomatidae MacLeay, 1838